# 포스타입
포스타입(Postype)은 대한민국의 콘텐츠 수익화를 위한 가입형 블로그 서비스다. 2015년 국내 최초로 콘텐츠를 판매할 수 있는 블로그 서비스를 정식 출시했다. 블로그 글을 유료 또는 무료로 발행해 콘텐츠를 판매하거나 후원 받을 수 있고, Patreon과 유사하게 멤버십 월 정기 후원을 받을 수 있는 기능도 제공한다. 플랫폼 수수료는 수익의 10%로, 작가는 수수료를 공제한 수익을 출금할 수 있다.
2019년 10월 기준 2만 명 이상이 수익을 냈고, 누적 가입자 수는 약 188만 명이며, 최근 1년간 48억 원이 거래됐다고 밝히고 있다.

## 기능

### 콘텐츠 판매 및 후원
글, 그림, 영상 등 디지털 콘텐츠를 블로그 글로 올리고 정해진 부분부터 가격을 매겨 판매할 수 있다. 이용자는 포인트를 충전해 구매하면 정해진 부분 아래를 바로 조회할 수 있다. 블로그 글을 무료로 공개해 후원을 받을 수도 있다.

### 정기 후원 멤버십
블로그 운영자는 정기 후원 멤버십을 열 수 있고 이용자는 미리 정해진 가입 금액을 매달 내고 한정 콘텐츠를 조회할 수 있다. Patreon, 픽시브의 팬박스 등 정기 후원형 크라우드펀딩과 유사하다.

## 역사

### 2015년
- 7월 - 서비스 정식 출시

### 2018년
- 10월 - 가입자 수 100만 명 달성[4]

### 2019년
- 8월 - 멤버십 정기 후원 기능 출시
- 9월 - 블로그 업그레이드 출시

### 2020년
- 5월 - 안드로이드 어플리케이션 출시